# Chicklade
Chicklade – wieś w Anglii, w hrabstwie Wiltshire. Leży 25 km na zachód od miasta Salisbury i 147 km na zachód od Londynu.